# 李敏成
李 敏成 （イ・ミンソン, 이민성, 1973年6月23日 - ） は、大韓民国の元サッカー選手、サッカー指導者。

## 経歴
1995年に韓国代表デビュー。1998 FIFAワールドカップ、2002 FIFAワールドカップにも出場した。2004年までに67試合に出場、2得点をあげた。

## 所属クラブ
- 1996年-1998年 釜山大宇ロイヤルズ
- 1999年-2000年 尚武
- 2001年-2002年 釜山大宇ロイヤルズ/釜山アイコンス
- 2003年-2004年 浦項スティーラース
- 2005年-2008年 FCソウル
- 2010年 龍仁市庁FC

## 代表歴

### 出場大会
- 韓国代表
  - 1998 FIFAワールドカップ (グループリーグ敗退)
  - 2002 FIFAワールドカップ (ベスト4)

### 試合数
- 国際Aマッチ 67試合 2得点（1995年-2004年）[1]

| 韓国代表 | 国際Aマッチ | 国際Aマッチ |
| 年       | 出場        | 得点        |
| -------- | ----------- | ----------- |
| 1995     | 2           | 0           |
| 1996     | 0           | 0           |
| 1997     | 15          | 1           |
| 1998     | 15          | 0           |
| 1999     | 0           | 0           |
| 2000     | 9           | 1           |
| 2001     | 11          | 0           |
| 2002     | 6           | 0           |
| 2003     | 1           | 0           |
| 2004     | 8           | 0           |
| 通算     | 67          | 2           |

## 指導歴
- 2021年-2024年 大田ハナシチズン